# ラジオD.C.
『ラジオD.C.』（ラジオ ダ・カーポ）は、2013年5月22日から9月11日までHiBiKi Radio Stationで配信されていたインターネットラジオ番組。パーソナリティは新田恵海、佐々木未来、桜咲千依。2014年に配信されたインターネットラジオ番組『ラジオD.C.2014』についても本稿で述べる。リスナーの呼び方は両番組ともに「ポネーム」。

## 概要
『D.C.III 〜ダ・カーポIII〜』のラジオ番組としては風見学園新聞部に続いて2番目の番組となる。
2013年8月11日、パシフィコ横浜で開催された「しろくろフェス」でラジオD.C.出張版&エキシビジョンマッチが開催された。

### コーナー
チャレンジ　ダ・カーポ！
リスナーから募集したお題に3人でチャレンジするコーナー。

## ラジオD.C.2014
『ラジオD.C.2014』（ラジオ ダ・カーポ2014）は、2014年4月4日から6月27日までHiBiKi Radio Stationで配信されていたインターネットラジオ番組。パーソナリティは新田恵海、佐々木未来、桜咲千依。2014年4月からTVアニメ『D.C.III 〜ダ・カーポIII〜』が再放送されるのに合わせて復活した。

### コーナー
出典
ふつおた
普通のお便りを紹介するコーナー。
ふつおたコーナーの最後はリスナーのお悩みを解決する「DC何でも相談部」コーナー。
カードゲームのコーナー
佐々木未来がトレーディングカードゲーム「ヴァイスシュヴァルツ」の楽しさや最新情報をお知らせするコーナー。
復活！チャレンジ・ダ・カーポ！
リスナーから募集したお題に3人でチャレンジするコーナー。